# Australosymmerus cornutus
Australosymmerus cornutus är en tvåvingeart som beskrevs av Donald Henry Colless 1970. Australosymmerus cornutus ingår i släktet Australosymmerus och familjen hårvingsmyggor. Inga underarter finns listade i Catalogue of Life.